# 방카섬 대학살
방카섬 대학살(Bangka Island massacre)은 1942년 2월 16일, 네덜란드령 동인도(현재의 인도네시아) 수마트라섬 동쪽에 위치한 방카섬에서 일어난 일본군에 의한 대량 학살 사건으로, 수십여명의 영국군과 오스트레일리아군 포로, 민간인이 학살당하고 21명의 오스트레일리아 육군 간호사들이 방카섬 라지 해안에서 일본군에 의해 강간 당한 후 학살된 사건이다.

## 개요
제2차 세계 대전이 진행 중이던 1942년, 싱가포르를 점령한 일본군은 함락을 눈앞에 두었다. 영국군과 오스트레일리아군이 일본에 항복하기 직전인 2월 11일과 12일, 민간인과 일부의 군인들이 싱가포르에서 탈출하면서 약 140명의 오스트레일리아 육군 간호사들도 싱가포르를 탈출하였다. 이들 중 65명의 간호사를 포함하여 부녀자 300명은 싱가포르를 떠나는 마지막 배인 'SS 바이너 브룩(SS Vyner Brooke)'호에 탑승했다.
2월 14일 오후, 바이너 브룩호는 인도네시아의 방카해협에서 일본군 전투기의 공격을 받고 침몰했다. 승객의 대부분은 방카섬의 라지 해안(Radji beach)에 표류하였다. 이들 중 12명의 간호사가 익사하였다. 간호사 22명과 부상병, 소수의 어린이와 민간인이 구명보트를 타고 방카섬 라지해안에 상륙했다. 상륙 다음날 20명의 영국 병사를 포함, 다른 곳에서 격침되어 표류한 100명의 승객이 합류했다.

## 경위

### 학살 직전

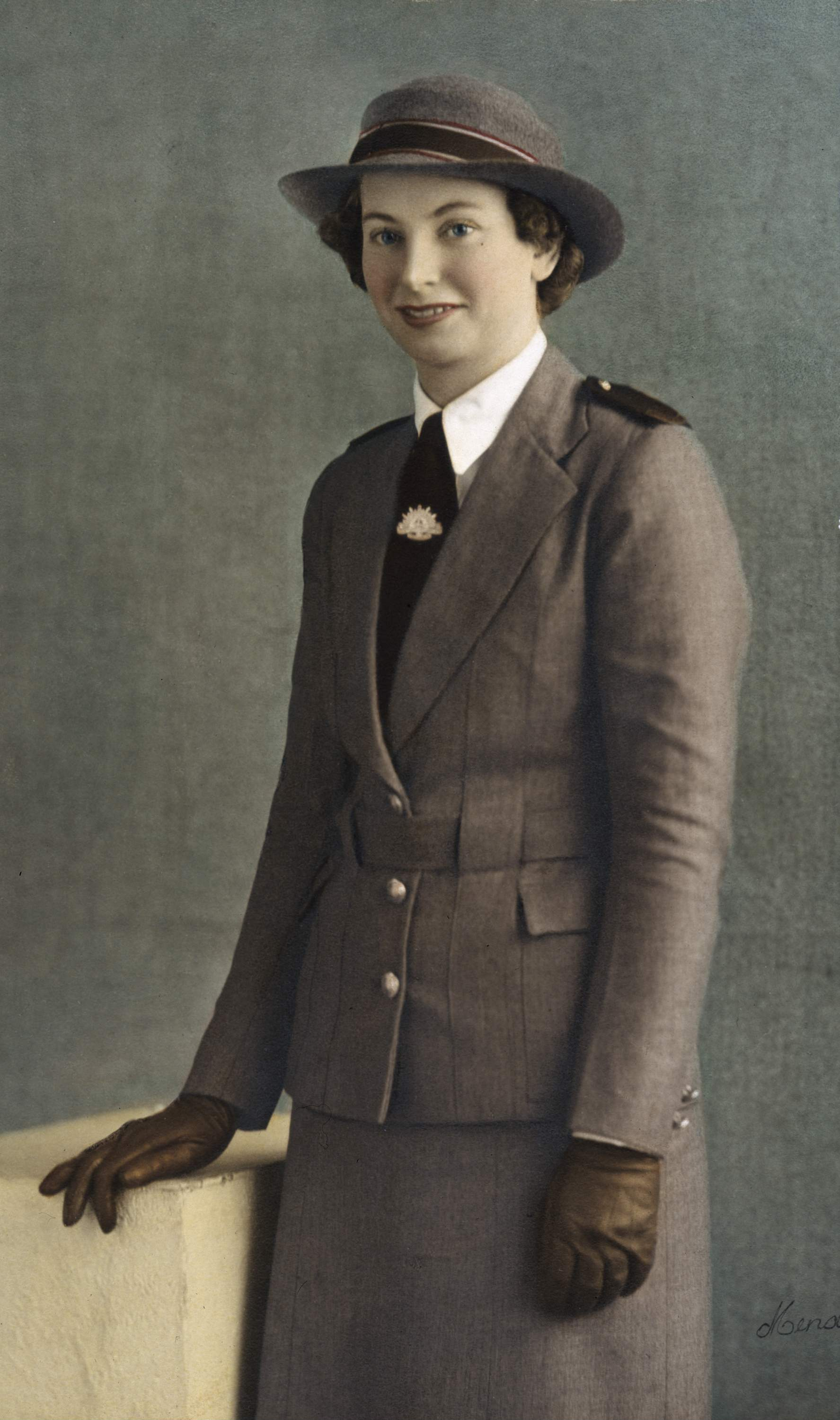
사건의 생존자인
비비안 블린켈. (1941년 촬영)

같은날, 일본 기후현 보병 제229연대 제1대대 (대대장 : 오리타 유우折田優 대위)가 방카섬에 상륙했다. 섬이 이미 일본군에 의해 점령되었다는 것을 안 제229연대는 섬의 북서쪽에 위치한 문톡(Muntok)에 본부를 설치하였다. 앞서 섬에 상륙한 간호사와 부상병, 민간인과 승객 100여명은 일본군에게 항복하기로 결정하고 간호사 가운데 최연장자인 수간호사 아일린 드러먼드(Irene Drummond, 1905~1942)는 민간인 여성들과 어린이들에게 문톡을 향해 걸어가자고 제안하였다. 동행하지 못한 간호사들은 부상병들을 간호하기 위해 그 자리에 남아 적십자 표시를 한 대피소를 가설하였다.

### 학살의 시작
일본군 장교가 이끄는 15명의 병사가 와서, 남자들을 해안가에 나란히 세워 사살 한 후, 22명의 간호사들을 바다 속에 몰아 넣고 총격하여 21명이 사망했다. 일본군 병사는 보행이 가능한 남자들을 두 그룹으로 나눠, 100m 정도 떨어진 곶의 반대편으로 이동하도록 명령했다. 첫번째 그룹은 총검으로, 두번째 그룹은 총을 발사하여 살해하였다. 일본군 사관은 22명의 간호사와 1명의 여성 민간인을 강간하고, 바다속으로 들어가도록 강요하였다. 허리까지 물이 차오랐을 즘에 간호사들에게 기관총을 난사하였다.
이 현장에서 유일하게 살아남은 생존자는 비비안 블린켈(Vivian Bullwinkel, 1915~2000) 오스트레일리아 육군 간호부대 여성 대위 단 한명뿐이었다. 복부를 총격당한 블린켈 대위는 물가에 떠밀려져 내려갔고 일본군 부대가 그 자리를 떠날 때까지 죽은 척을 하고 있었다. 그녀는 또다른 생존자이자 부상병인 영국군 병사 세실 조지 킹슬리(Cecil George Kingsley)와 정글속에서 12일 동안 함께 지내며 킹슬리를 간호하였으나 결국 일본군에 발각되어 포로가 되었다. 킹슬리는 부상이 심각하여 수일 후에 사망하였다. 65명 중 32명이 포로가 되어 수용소에 수감되었다. 일본군은 여성 포로에게 위안부가 될 것을 강요하기도 하였다. 바이너 브룩호에 승선하고 있던 간호사 65명중 1945년 9월 수마트라에서 구출된 사람은 24명뿐이었다.

## 재판

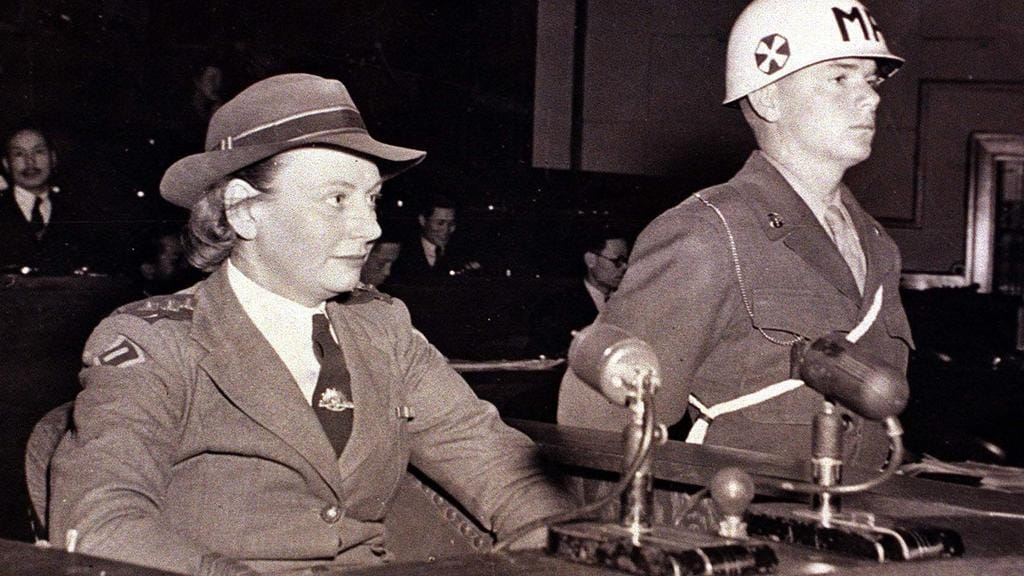
극동재판소에 출석하여 증언하는 비비안 블린켈. (1946년)

싱가포르 주재 오스트레일리아 군사 법원은 보병 제229연대장이었던 다나카 료사부로(田中良三郞, 1894~1970) 소장(사건 당시 대령)을 체포했다. 제229연대는 과달카날에서 전멸하여 재판장에 출석할 증언자가 없었다. 제229연대 제1대대장이었다 오리타 유우(折田優) 소령(사건 당시 대위)은 1948년 6월 16일 시베리아에서 마이즈루로 귀환하였다가 6월 19일 미군에 신병이 인도되어, 스가모 구치소에 투옥되었다. 방카섬 대학살의 유일한 생존자 블린켈 대위는 유일한 증인으로서 도쿄 재판에 출석하였다. 오리타 소령은 미결 구금중인 1948년 9월 8일혹은 9월 13일, 유리창 수리용 도구로 목의 혈관을 잘라 자살하였다. 오리타 소령이 자살하면서 불기소 처분 되었다. 이 사건은 사건의 범행을 실행한 자들을 특정할 수 없었기 때문에 학살의 책임자는 밝혀지지 않은 채 재판이 종결되었다.

## 강간설 제기
1990년대초, 멜버른 대학의 교수였던 다나카 토시유키(田中利幸)가 여성 간호사들이 총살 당하기 전에 일본군에 강간당한 의혹이 있다고 주장하였다.

### 오스트레일리아 정부에 의한 침묵 강요
2019년 4월, BBC는 보도를 통해 오스트레일리아의 역사학자 리넷 실버(Lynette Silver)와 작가 바버라 앤젤(Barbara Angell), 방송인 테스 로렌스(Tess Lawrence)가 수집한 연구결과와 증거자료들을 통해 블린켈과 대부분의 간호사들이 학살사건이 일어나기 전에 일본군에 의해 강간 당한 사실을 확인하였다. 피해자의 명예를 고려한 오스트레일리아 당국에 의해 블린켈은 도쿄전범재판 당시 성폭행에 관한 증언을 금지당하였다. 블린켈 또한 생전에 촬영한 비디오 방송에서 일본군에 의한 성폭행이 있었음을 육성으로 증언하였다.

## 이후
사건의 유일한 생존자인 비비안 블린클은 1947년에 전역하여, 멜버른 교외의 페어필드 감염병원(Fairfield IDH)의 수간호사가 되었다. 이후 방카섬 대학살 희생자들을 위한 기금을 설립하였고 후에 호주간호대학의 학장이 되었다.

## 추모
오스트레일리아 사우스오스트레일리아주에서는 1955년부터 2월 16일과 가장 가까운 일요일에 세인트 메리 여성 기념 경기장에서 방카섬 대학살의 날 추모행사로 연례 기념식이 열린다. 이곳에는 드러먼드 등 6명이 숨진 사우스오스트레일리아주 출신 육군 간호자매들을 기리는 명패가 세워졌다.

## 같이 보기
- 일본의 전쟁 범죄
- 난징 대학살
- 마닐라 대학살
- 숙칭 대학살
- 태평양 전쟁